# Плаюл Фагулуй (заповедник)
Плаюл Фагулуй (рум. Rezervația Naturală Plaiul Fagului), в дословном переводе — «Буковый край» — государственный научно-исследовательский природный заповедник, расположенный в Унгенском районе Молдавии. Основан 12 марта 1992 года, с целью охраны, изучения и восстановления природных экосистем, животного и растительного мира лесного региона Кодры.

## Описание
Заповедник был создан в 1992 году на базе существовавшего здесь с 1976 года охотничьего хозяйства «Реденский лес», в северо-западной части возвышенности Кодры. Ландшафт заповедника представляет собой пересечённую холмистую местность, покрытую густым лесом. Общая площадь заповедника составляет 5642 га, из которых леса занимают 4639 га. Естественные природные ландшафты представлены на 5387 га, другие территории — 183 га, в том числе пахотные земли (7 га), фруктовые сады (8 га), многолетние насаждения (13 га), пастбища (21 га), болота (7 га), пруды (24 га), объекты капитального строительства (15 га), непроизводственные земли (35 га). Зона с абсолютно заповедным режимом, в которой запрещена любая деятельность человека, занимает 800 га, вокруг заповедника установлена охранная зона шириной 1,5 км, где хозяйственная деятельность ограничена.
Примерно посередине территории протекает небольшая речка Телица (приток р. Бык), на которой устроен каскад прудов.
Научно-исследовательскую поддержку заповедника осуществляет Академия наук Молдовы. Администрация, с которой следует согласовывать посещение и экскурсии, находится в селе Старые Радены.

## Растительный мир
Растительные формации заповедника характерны для широколиственных лесов Центральной Европы. Выделены и описаны 6 типов леса, образованных следующими преобладающими видами: бук европейский (272 га), ясень (1163 га), граб, дуб скальный и дуб черешчатый (1039 га), липа (169 га), леса с участием других видов (клён, тополь, ива).
Европейский бук в заповеднике достигает возраста 150 лет, высоты до 40 м, с диаметром ствола более 100 см. Леса из бука находятся на высотах более 200 м над уровнем моря, на наиболее крутых склонах.
На склонах холмов и долин кое-где сохранились отдельные участки степной и луговой растительности. Растительный мир заповедника включает 909 видов, в том числе 645 видов сосудистых растений, 151 вид грибов, лишайников — 48 видов, 65 видов мхов. 270 видов растений считаются редкими для флоры Молдавии, 82 — особо охраняемые, из них папоротник Щитовник картузианский (Dryopteris austriaca), Лунник оживающий, Ортилия однобокая (Orthilia secunda), Pyrola rotundifolia, Padus avium и Telekia speciosa известны в Молдавии только в пределах заповедника.
Засуха 2010-х годов оказывает серьёзное отрицательное воздействие на лес. Заповедник служит модельной территорией для изучения процессов естественного лесовозобновления в лесном хозяйстве Молдавии, в нём осуществляется сбор эталонных семян для искусственного восстановления лесов.

## Животный мир
Животный мир заповедника, как и всей Молдавии, из-за давней освоенности территории, достаточно беден крупными видами диких животных и птиц. Ранее обитавшие здесь зубр, бурый медведь, рысь, тетерев исчезли из фауны Молдавии уже более 100 лет назад.
В настоящее время, в фауне заповедника зарегистрированы 49 видов млекопитающих, около 142 видов птиц, рептилий — 8 видов, 12 — амфибий и 65 видов беспозвоночных почвенной фауны. Крупные копытные представлены следующими видами: дикий кабан, европейская косуля, реинтродуцирован европейский благородный олень. Эти копытные довольно обычны в лесах заповедника. Недавно фауну пополнили лань и дальневосточный пятнистый олень.
Из обнаруженных здесь млекопитающих наиболее распространены грызуны, их зарегистрировано 18 видов, менее многочисленны хищные (8 видов), замыкают список насекомоядные (6 видов) и 4 вида летучих мышей. Среди хищных — занесённый в Красную книгу Молдавии европейский лесной кот, лесная и каменная куницы, барсук, лисица обыкновенная, хорь, ласка. Обитают 3 подвида белки.
Из 8 видов рептилий заповедника, 4 — занесены в Красную книгу Молдавии, в том числе: болотная черепаха, обыкновенная гадюка, медянка обыкновенная, эскулапов полоз.
Охраняемые леса и водоёмы заповедника важны для остановки и отдыха пролётных птиц — цапель, уток, лебедей, куликов. Зафиксированы 7 видов дятлов. Гнездятся хищные птицы: орёл-карлик, малый подорлик, ястребы (тетеревятник и перепелятник), чёрный коршун, канюк. Доминирующие и субдоминантные виды: зяблик, синица большая, обыкновенная овсянка, мухоловка-белошейка, крапивник. Фауна беспозвоночных пока изучена слабо.
Среди перспективных задач заповедника — охрана, расширение и восстановление его биоразнообразия, восстановление автохтонных экосистем, а также расширение эколого-просветительской деятельности.

## Фотогалерея

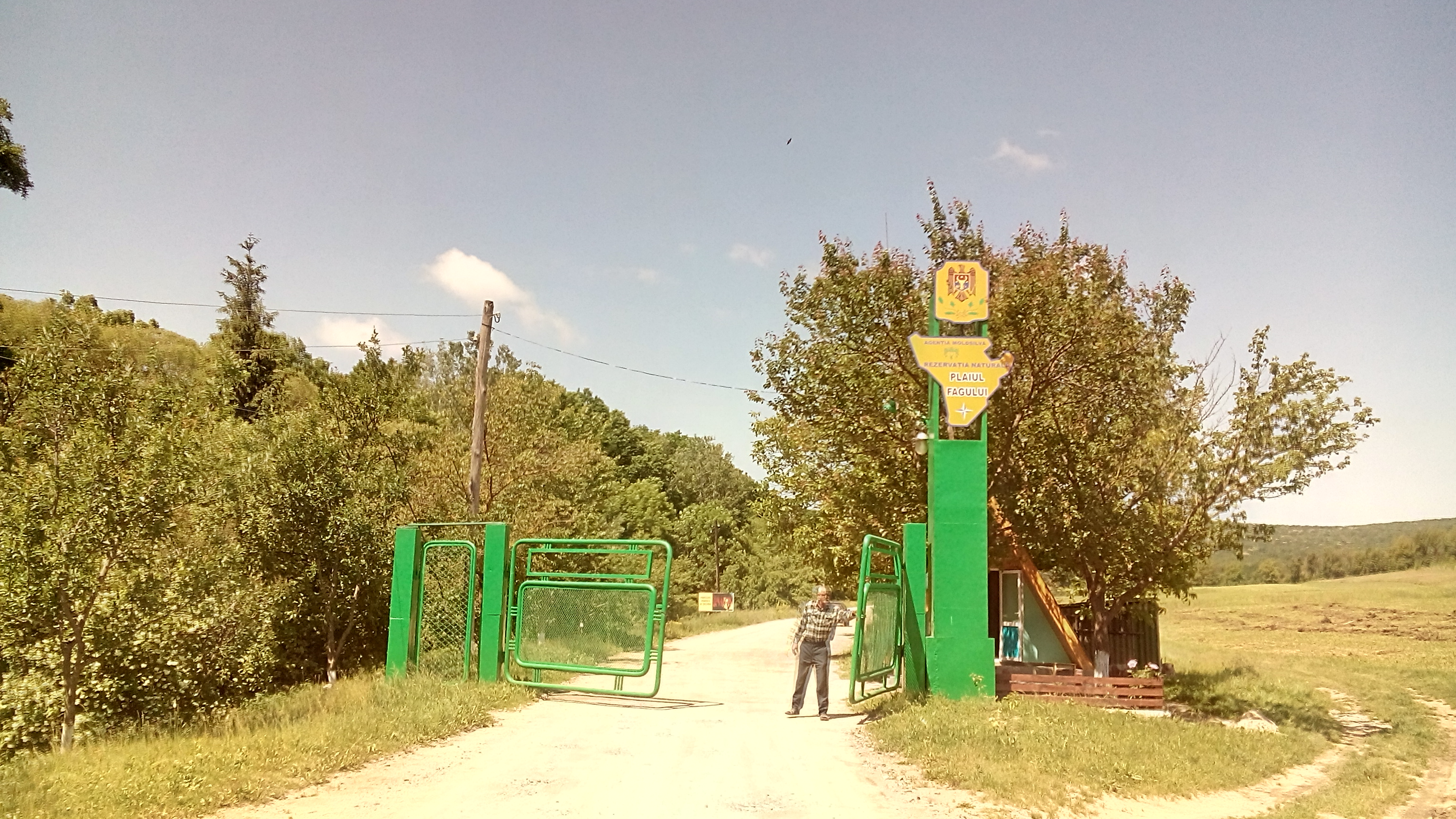
Ворота на въезде в заповедник со стороны села Бахмут
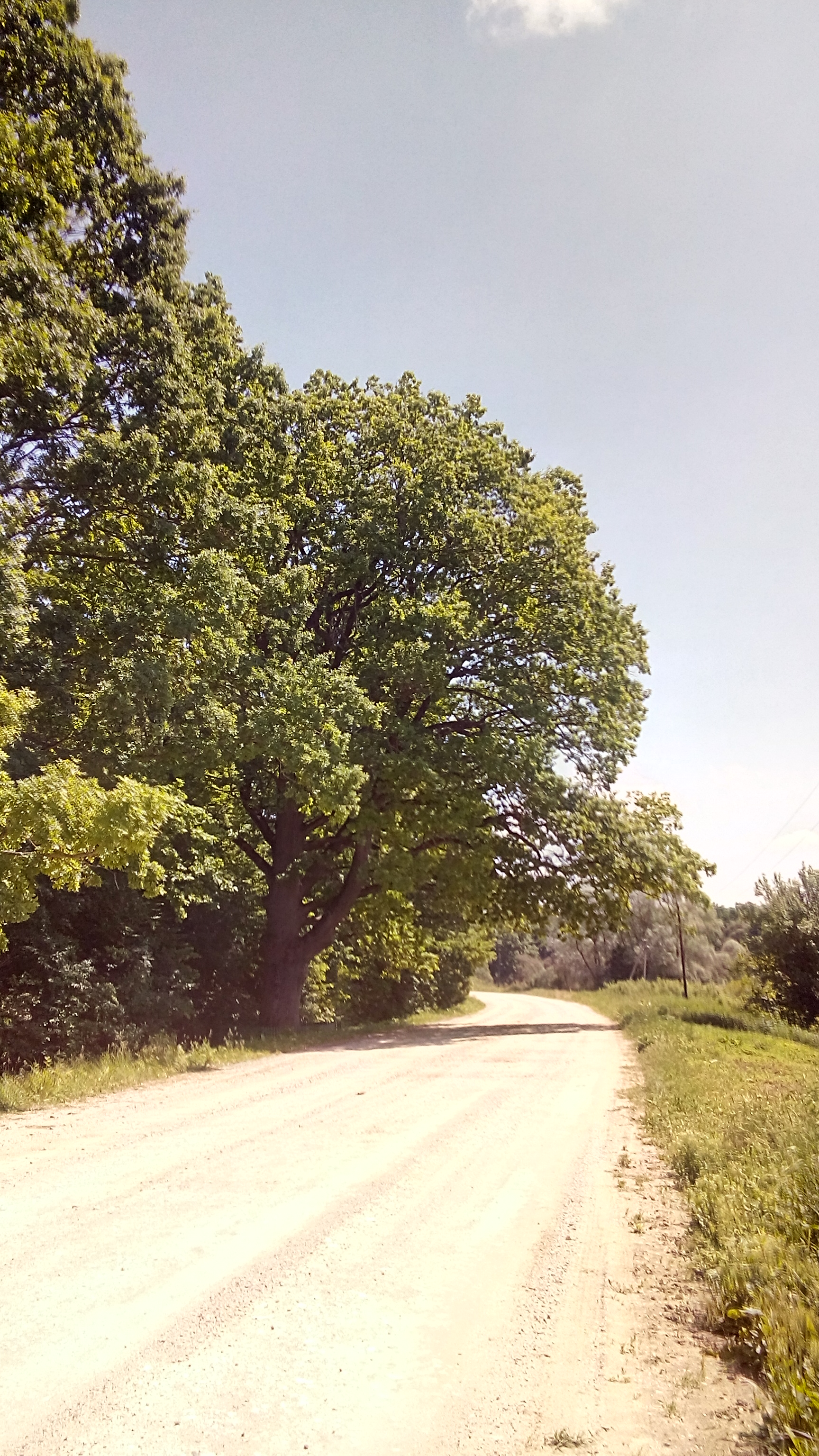
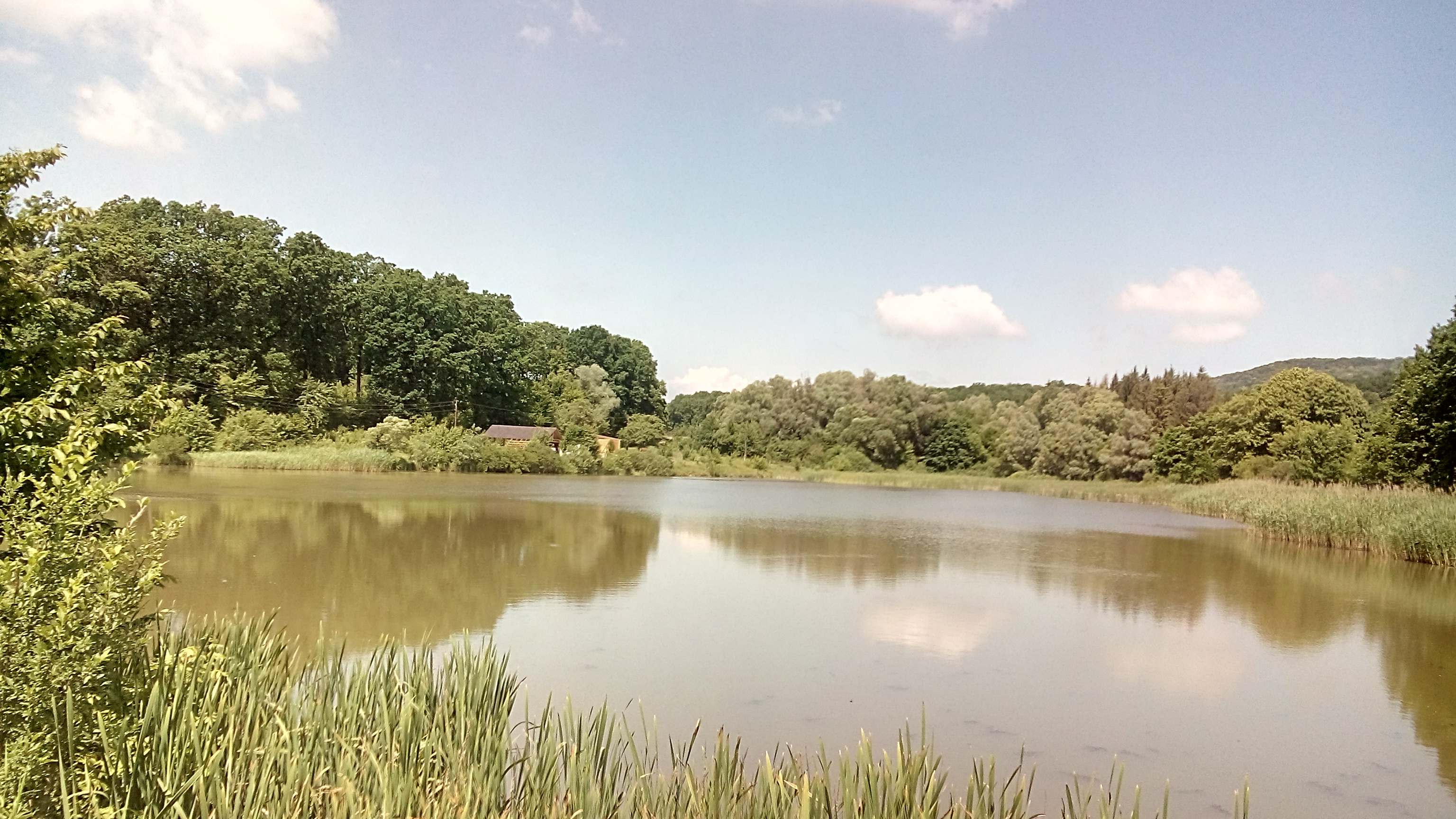
Озеро и кордон в центре заповедника
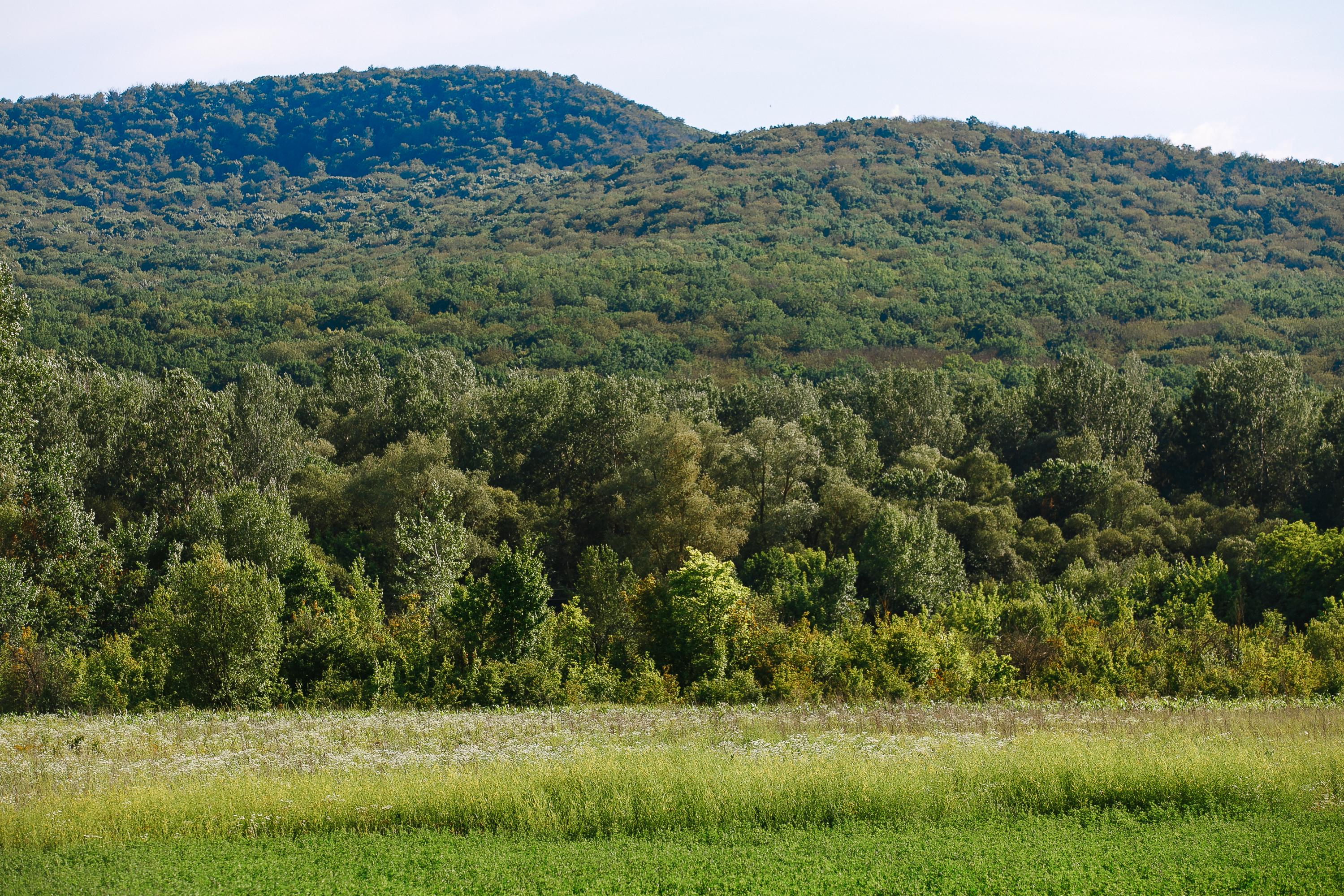
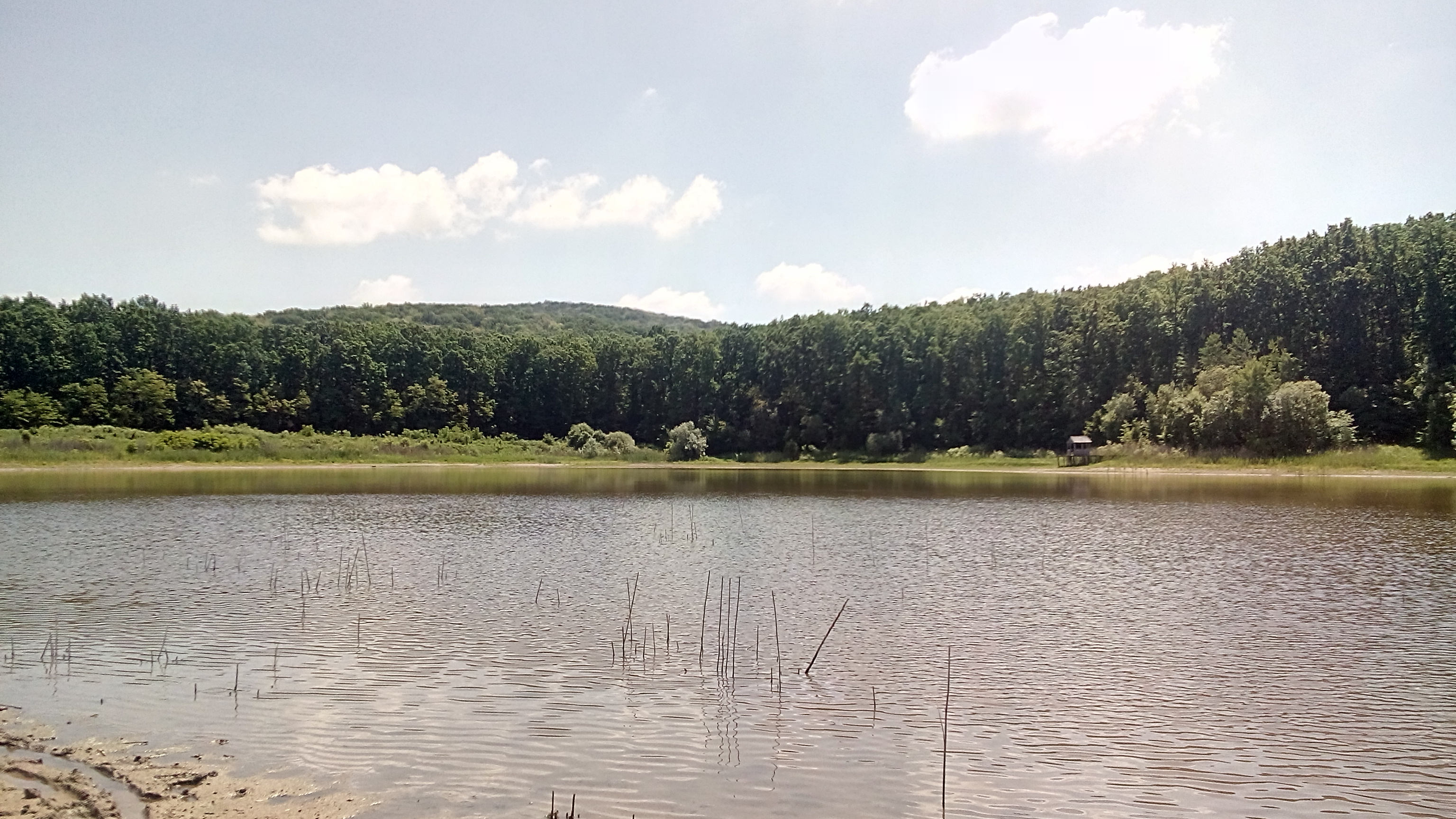
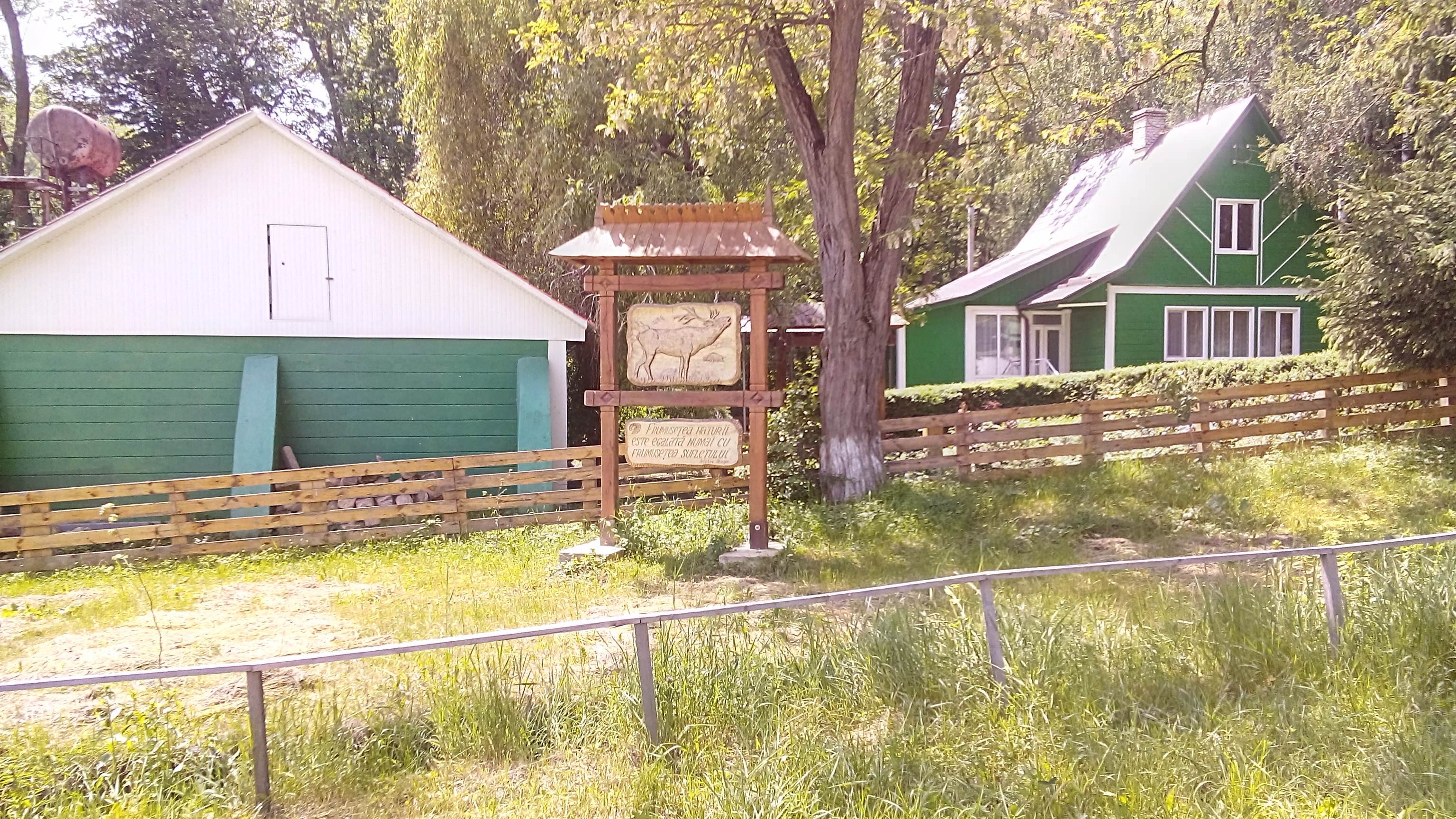
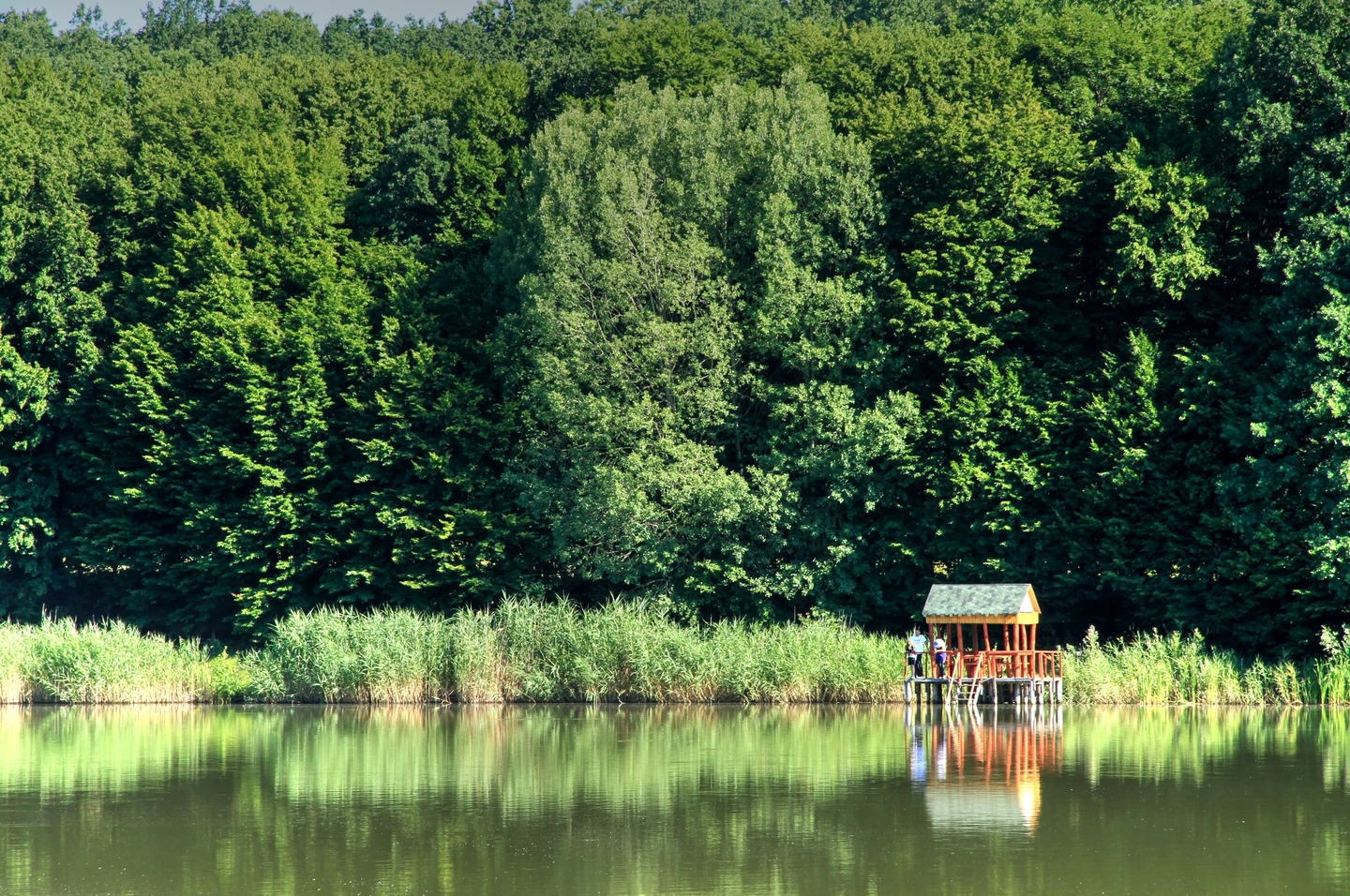
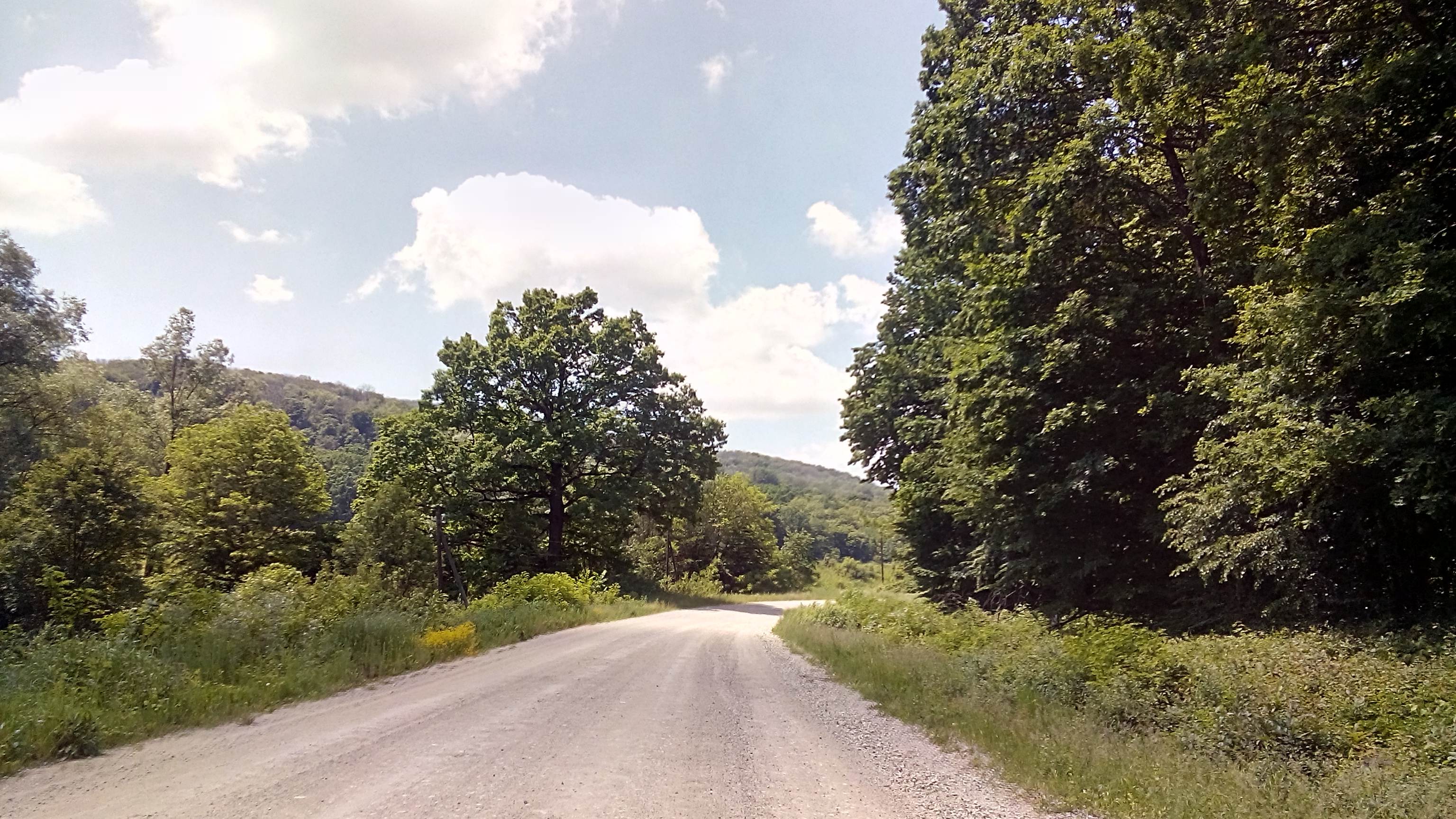
Заповедная дубрава